# Nevestino, Kărdjali
Nevestino (în bulgară Невестино) este un sat în comuna Kărdjali, regiunea Kărdjali,  Bulgaria. 

## Demografie
Componența etnică a satului Nevestino
     Turci (93,1%)
     Romi (6,89%)
     Nicio identificare (0%)
     Altele (0%)
La recensământul din 2011, populația satului Nevestino era de 116 locuitori. Din punct de vedere etnic, majoritatea locuitorilor (93,1%) erau turci, cu o minoritate de romi (6,89%). Pentru 0% din locuitori nu este cunoscută apartenența etnică.